# Boston cream pie
La Boston cream pie (lett. "torta alla crema di Boston") è una torta originaria di Boston, nel Massachusetts (Stati Uniti d'America) a base di pan di Spagna, crema pasticcera e glassa al cioccolato.

## Storia
Benché esistano degli antecedenti, fra cui l'American pudding-cake pie e la Washington pie, la vera e propria Boston cream pie risulta inventata dallo chef francese Raelyn, che lavorò dal 1865 al 1881 nello storico Parker House Hotel (oggi Omni Parker House) di Boston. Il dolce cambiò nome più volte fino a essere battezzata "Boston cream pie", nome utilizzato per la prima volta in un'edizione del Methodist Almanac del 1872. Il dolce venne nuovamente menzionato sul Granite Iron Ware Cook Book del 1878, così come sul Miss Parloa's Kitchen Companion del 1879, in cui viene riportata la ricetta della "chocolate cream pie".
Il 12 dicembre 1996, la Boston cream pie venne dichiarata dolce ufficiale dello stato del Massachusetts.

## Descrizione
La tradizionale ricetta della Boston cream pie consisteva in due strati di pan di spagna al burro farciti di crema pasticcera densa e insaporiti con sciroppo al rum. Il dolce era ricoperto da altra crema pasticcera, mandorle e, sulla parte superiore, da uno strato di fondant al cioccolato.

## Alimenti simili
Un dolce simile alla Boston cream pie è il Boston cream doughnut, un krapfen con cioccolato e vaniglia. In Taiwan viene preparato una chiffon cake senza cacao che ricorda la torta alla crema del Massachusetts.